# Bandiera del Territorio Antartico Britannico
La bandiera del Territorio Antartico Britannico fu adottata nel 1963. In precedenza il Territorio usava, insieme alla Georgia del Sud e Isole Sandwich Meridionali, la stessa bandiera delle Isole Falkland.
La bandiera consiste in una White Ensign senza la croce, caricata con l'Union Jack nel cantone e con lo stemma sul battente.

## Curiosità
- Ogni anno il 21 giugno, la bandiera del Territorio Antartico Britannico viene issata sul palazzo del Foreign and Commonwealth Office a Londra per celebrare il giorno di metà inverno in Antartide[1]

La bandiera è inoltre l'unica tra i territori dipendenti dal Regno Unito ad avere uno sfondo bianco.